# Mikaela Ingberg
Mikaela Johanna Emilia Ingberg (* 29. Juli 1974 in Vaasa) ist eine finnische Speerwerferin. Ingberg ist Finnlandschwedin, d. h. sie gehört der schwedischsprachigen Minderheit in Finnland an. Bei einer Körpergröße von 1,74 m beträgt ihr Wettkampfgewicht 68 kg. 
Ihr Trainer ist Tapio Korjus. Ihre Bestleistung steht bei 64,03; mit dem „alten“, bis 1998 gültigen Speer stand ihre Bestleistung bei 67,32.
Mikaela Ingberg war Junioreneuropameisterin 1993. Bei den Europameisterschaften 1994 in Helsinki schied sie in der Qualifikation aus. Bei den Europameisterschaften 1998 und bei den Europameisterschaften 2002 gewann sie jeweils die Bronzemedaille.
Ebenfalls Bronze gewann Ingberg bei den Weltmeisterschaften 1995. 1997 und 2003 wurde sie jeweils Vierte. 2001 wurde sie Sechste.
Bei den Olympischen Spielen 1996 wurde Ingberg Siebte, vier Jahre später 2000 wurde sie Neunte.